# Jars of Clay
Jars of Clay är en amerikansk kristen rockgrupp som bildades 1993. Gruppens debutalbum, Jars of Clay, sålde i över 2 miljoner exemplar och singeln "Flood" från samma album låg på plats 37 på Billboard Hot 100 
Bandets namn kommer från 2 Korinthierbrevet 4:7 där det står (Svenska Folkbibeln):  
| ” | Men denna skatt har vi i lerkärl, för att den väldiga kraften skall vara Guds och inte komma från oss. | „ |

På engelska enligt New International Version's översättning:
But we have this treasure in jars of clay to show that this all-surpassing power is from God and not from us.

## Historik
Jars of Clay bildades på Greenville College i Illinois 1993. I början av 1994 skickade bandet in en demo till en musiktävling  i Nashville. En tävling som de också vann. Skivbolagen började nu intressera sig för bandet och började att höra av sig till deras skola. Gruppen bestämde sig för att satsa på en musikkarriär och hoppade av College och flyttade till Nashville.
Man bestämde sig för att skriva kontrakt med Essential Records och i maj 1995 släpptes debutalbumet Jars of Clay. Skivan såldes i över 2 miljoner exemplar och snabbt så blev Jars of Clay ett av de större banden inom kristen musik.
1997 släpptes uppföljaren Much Afraid, som sålde platina (i USA) samt vann en grammy inom kategorin "Best Pop/Contemporary Gospel Album". 
If I Left the Zoo släpptes 1999 och sålde guld. Vid denna tid lämnade trummisen Scott Savage bandet för att spela med Jaci Velasquez. Han ersattes av Joe Porter.
2002 släppte bandet sitt fjärde album, The Eleventh Hour, samt en DVD, 11Live: Jars of Clay in Concert. 
2003 släpptes dubbelskivan Furthermore: From the Studio, From the Stage. Skivan From the Studio innehöll akustiska versioner av tidigare hits och From the Stage var en tidigare inspelad liveskiva. I november samma år släpptes Who We Are Instead.
Redemption Songs släpptes år 2005 och innehöll hymner och äldre sångskatter.
I september 2006 släpptes albumet Good Monsters. Musiktidningen CCM Magazine skrev då i samma månad att detta kommer att bli årets skiva.
2 EP släpptes under 2007, Live Monsters och samlingen The Essential Jars of Clay.
Jars of Clays tionde studioalbum, The Long Fall Back to Earth, släpptes 21 april 2009.
Bandets elfte skiva The Shelter inspirerades av ett irländskt citat: "it is in the shelter of each other that the people live". Man har även tagit hjälp av artister som Brandon Heath, Mac Powell, Amy Grant och Mike Donehey (från Tenth Avenue North).

## Medlemmar
Nuvarande medlemmar
- Dan Haseltine – sång, percussion, melodika (1993– )
- Charlie Lowell – piano, orgel, dragspel, keyboard, bakgrundssång (1993– )
- Stephen Mason – gitarr, sång, basgitarr, slidegitarr, pedal steel guitar, mandolin, bakgrundssång (1993– )
- Matthew Odmark – akustisk gitarr, elektrisk gitarr, banjo, bakgrundssång (1993– )

Tidigare medlemmar
Matt Bronleewe – gitarr (1993–1994)
Nuvarande turnerande medlemmar
- Jake Goss – trummor (2009– )

Tidigare turnerande medlemmar
- Gabe Ruschival – basgitarr (2006–2011)
- Jeremy Lutito – trummor (2005–2009)
- Aaron Sands – basgitarr (1995–2005)
- Joe Porter – trummor (1999–2005)
- Scott Savage – trummor (1995–1999)

## Diskografi
Album
- 1995 – Jars of Clay
- 1997 – Much Afraid
- 1999 – If I Left the Zoo
- 2002 – The Eleventh Hour
- 2003 – Furthermore: From the Studio, From the Stage
- 2003 – Who We Are Instead
- 2005 – Redemption Songs
- 2006 – Good Monsters
- 2007 – Christmas Dongs
- 2008 – Greatest Hits
- 2009 – The Long Fall Back to Earth
- 2010 – The Shelter
- 2013 – Inland

## Fotnoter
1. ↑  Jars of Clay på AllMusic (diskografi)
2. ↑  ”Risen Magazine: Jars of Clay”. Arkiverad från originalet den 1 november 2019. https://web.archive.org/web/20191101130428/https://www.risenmagazine.com/jarsofclay/. Läst 1 november 2019.
3. ↑  Jars of Clay-biografi på AllMusic
4. ↑  JARS OF CLAY’s GOOD MONSTERS NAMED “ALBUM OF THE YEAR” BY CCM MAGAZINE
5. ↑  Recension av The Shelter på Indie Vision Music